# Plagiodontia
Plagiodontia (gr. 'dent obliqua') és un gènere de rosegadors histricomorfs de la família Capromyidae, coneguts vulgarment com a huties.

## Taxonomia
En aquest gènere s'enquadren les següents quatre espècies, tres d'elles extintes: 
- P. aedium F. Cuvier, 1836
- P. araeum † Ray, 1964
- P. ipnaeum † Johnson, 1948
- P. spelaeum †